# Golpe de Estado no Níger em 1999
O golpe de Estado no Níger em 1999 ocorrido em 9 de abril de 1999 resultou na morte do presidente Ibrahim Baré Maïnassara e a instalação de Daouda Malam Wanké como presidente em 11 de abril. Maïnassara foi morto em uma base militar, possivelmente por membros da Guarda Presidencial. 

## Antecedentes
Maïnassara, de carreira militar, havia tomado o poder para si mesmo em um golpe de Estado em janeiro de 1996. Ao fazer isso, removeu o presidente eleito democraticamente Mahamane Ousmane.

## Consequências
Wanké liderou um governo de transição para eleições democráticas, que foram realizadas em outubro e novembro de 1999. As eleições resultaram em Mamadou Tandja se tornando presidente do Níger, em dezembro de 1999.